# Алексєєв Михайло Васильович
Алексє́єв Миха́йло Васи́льович (* 3 (15) листопада 1857 — 25 вересня 1918) — російський воєначальник, генерал від інфантерії (1914), генерал-ад'ютант (1916). Учасник російсько-турецької (1877—1878) та російсько-японської (1904—1905) воєн, за часів Першої світової війни — начальник штабу армії Південно-Західного фронту, головнокомандувач арміями Північно-Західного фронту, начальник штабу Верховного головнокомандувача. Активний діяч Білого руху за часів Громадянської війни в Росії, один зі фундаторів та Верховний керівник Добровольчої армії.

## Біографія
Народився в сім'ї солдата. Офіцером брав участь у Російсько-турецькій війні 1877—1878. У 1892 Закінчив Імператорську військову академію у Санкт-Петербурзі, служив у Генштабі, Військово-вченому комітеті і був водночас професором академії. Під час Російсько-японської війни 1904—1905 — генерал-квартирмейстер 3-ї Маньчжурської армії. Від 1908 до 1912 — начальник штабу Київського військового округу.
На початку Першої світової війни — начальник штабу Південно-Західного фронту, згодом головнокомандувач Північно-Західного фронту. Від осені 1915 — начальник штабу Верховного головнокомандувача, фактично керував військовими операціями російської армії.

### Російська республіка
Входив до групи, що змусила зректися престолу Миколу II. При Тимчасовому уряді — Верховний головнокомандувач до 21 травня 1917, згодом — радник цього уряду.
Після Жовтневої революції 1917 року приєднався до отамана Донського козацького війська Олексія Каледіна, сформував Добровольчу армію і очолив її.
Помер в Катеринодарі від запалення легенів.